# 查爾斯王子島
67°47′N 76°12′W / 67.783°N 76.200°W

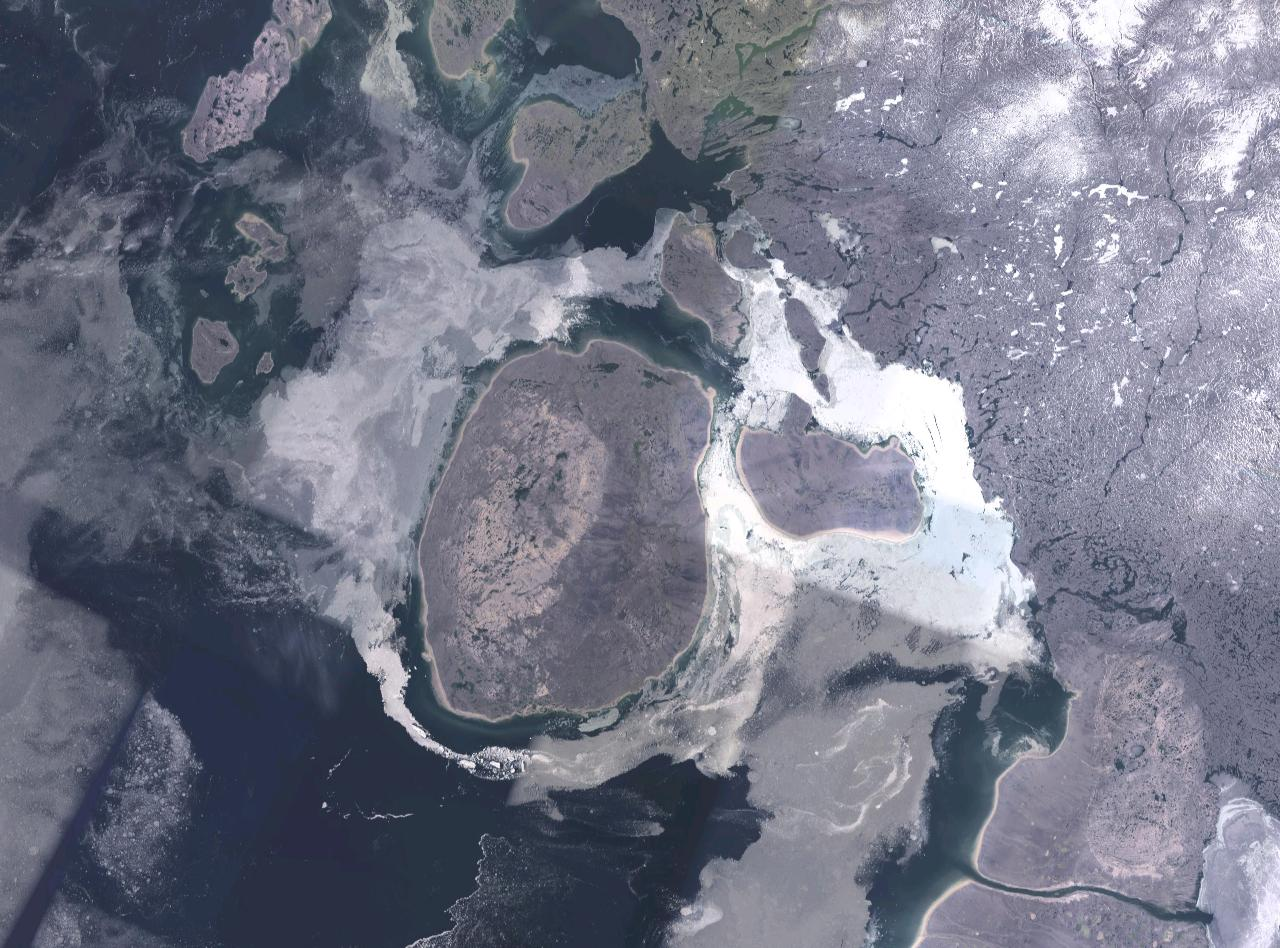

查爾斯王子島（英語：Prince Charles Island）是加拿大的島嶼之一，位於福克斯灣，屬於北極群島的一部分，由基吉柯塔魯克地區負責管轄，長130公里、寬94公里，面積9,521平方公里，最高點海拔高度76米，島上無人居住。该岛以查尔斯王子（後登基為查理斯三世）命名。

## 外部連結
- Sea islands: Atlas of Canada; Natural Resources Canada